# Euryzeargyra fuscostictica
Euryzeargyra fuscostictica är en skalbaggsart som beskrevs av Stefan von Breuning 1957. Euryzeargyra fuscostictica ingår i släktet Euryzeargyra och familjen långhorningar. Inga underarter finns listade i Catalogue of Life.